# جونيوس ريتشارد جيوردين
جونيوس ريتشارد جيوردين (بالتاميلية: ஜூனியஸ் ரிச்சட் ஜயவர்தனா) (و. 1906 – 1996 م) هو لاعب كركيت، ودبلوماسي، وسياسي، ومحام من سريلانكا ولد في كولمبو.
وهو عضو في الحزب الوطني المتحد .

## روابط خارجية
- جونيوس ريتشارد جيوردين على موقع الموسوعة البريطانية (الإنجليزية)
- جونيوس ريتشارد جيوردين على موقع مونزينجر (الألمانية)